# QUINTET
QUINTET（クインテット）は、株式会社ラバーランドが主催する寝技格闘技のイベント。

## 概要
桜庭和志が2018年春に旗揚げたプロ格闘技イベントで、打撃を禁止とし、投げや関節・絞め技などの組み技のみ有効のグラップリングルールで競技を行う。試合は5人1チームで闘う勝ち抜き戦形式の団体戦で、1dayトーナメントで行われる。
国内外の格闘家のハイレベルな技術と、勝ち抜き団体戦ならではの戦略性を競い合うルールとなっているのが特徴である。

日本ブラジリアン柔術連盟との共催でアマチュア大会も行われ柔術やグラップリングの普及を目指している。
2023年7月18日、立ち技格闘技のK-1との業務提携を発表。
日本国内ではABEMA、アメリカ大陸ではFloGrappling、その他の地域ではDAZNにてそれぞれ配信される予定だったが、9月10日のK-1合同興行「ReBOOT」は当日朝になって諸事情のためDAZNによる配信が中止になった。

## ルール（2019.11.18改定）
出典:QUINTET公式ルール
- 試合場
  - 12メートル四方のレスリングマットで試合を行う。
  - 場内場外のエリアは設けず、試合場から転落しそうな場合は審判の判断により試合を中断し、安全な位置から両者同じ態勢のまま試合を再開する。
- 「勝ち抜き」システム[映像 1]
  - 勝者は対戦チームの次の相手と闘う
  - 引き分けは両者退場
  - 大将が負けたチームが負け
  - 勝ち上がったチームは、前の試合で戦わなかった選手から先発するオーダーを組まなくてはならない。
- スペシャル・アイアンマン・マッチ（シングルマッチ）
  - 試合時間5分
  - 規定内にどちらが一本を多く取るかを競う（一本を取られても時間内は試合が続行される）
  - 「指導」3回で一本負けに相当
  - 一本の数が同数の場合引き分け
- 体重
  - チーム5⼈の総体重はクラス別に制限がある。（前⽇計量）
  - レギュラーウェイト - 合計体重430キロ以内
  - ライトウェイト - 合計体重360キロ以内
  - 女子レギュラーウェイト - 合計体重280キロ以内
- 試合時間
  - 8分一本勝負
  - 4分一本勝負（レギュラーウェイトの場合は選手との体重差が20kg以上ある場合。ライトウェイトの場合は体重差が10kg以上ある場合。女子レギュラーウェイトの場合は体重差が7kg以上ある場合、体重の軽い方が8分一本勝負を選択することもできる〔2019年11月18日改訂〕）

- 勝敗の決着
  - サブミッション
  - 失神
  - 失格（指導3回）
  - レフェリーストップ
  - 試合時間内に上記の決着が付かない場合は引き分け
  - 判定（大将同士の試合のみ）「指導」の数の少ない方が勝利。数が同じ場合はチーム全体の「指導」の数が少ない方が勝利。それも同じ場合は大将同士の試合の優劣を審判の旗判定により決定。
  - QUINTETシングルマッチで試合時間内に決着が付かなかった場合は「指導」の 数の少ない⽅が勝利。数が同じ場合は審判の旗判定により勝敗を決する。
- 禁止行為（重大な反則＝失格負け）
  - ヒールフック
  - スラム及びスパイキング(頭部に直接ダメージを与えるような攻撃)
  - かに挟みによるテイクダウン(スタンド)
  - ジャンピングクローズドガード
  - 噛み付き、頭髪を掴む、急所への攻撃
  - 意図的なあらゆる種類の外傷的打撃
- 違反行為 (軽微な反則＝指導）
  - 膠着を誘発するクローズドガード
  - ポジションをキープするだけで攻撃の意図が見られない場合
  - スタンドでテイクダウンを狙わずディフェンシブに動き回る行為
  - 故意に対戦相手を試合場から転落させようとする行為
  - 故意に試合場から逃避する行為
  - 一度に3本以下の指を掴む
  - 対戦相⼿の⼝や⿐を掌で塞ぐ⾏為
  - 対戦相手を掴んでいない状態で座る行為
  - 主審及び2名の副審全員が消極的と判断した場合
  - 審判の指示に従わなかった場合
  - 違反行為により、相手に相当のダメージを与えたと審判が判断した場合は、1回で「失格負け」になる場合がある
  - 「指導」を受けた選手は試合場中央で四つ這いになり、対戦相手はポジションを選択し、審判の合図により試合を再開する（レスリングのパーテールポジション）
- 禁止事項
  - シューズの着用
  - ファウルカップの着用
  - クリーム、オイル、ジェル、または滑りやすい物質を⾝体に塗る
  - 頭髪に整髪料やポマードなどを塗布する
  - 指輪やネックレス、ピアスなどの貴⾦属類の着⽤

## 出場した有名選手
（順不同）
- 桜庭和志 (プロレスラー)
- 所英男 (総合格闘家)
- 高阪剛 (総合格闘家)
- 宇野薫 (総合格闘家、元修斗世界ライト級王者)
- ミノワマン (プロレスラー)

- 石井慧 （北京五輪 柔道金メダリスト)
- 宮田和幸 (総合格闘家、シドニー五輪 レスリング日本代表)
- 小見川道大 (柔道家、総合格闘家)
- 今成正和 (総合格闘家)
- 横井宏考 (総合格闘家)
- 内柴正人 (アテネオリンピック・北京オリンピック柔道66kg級金メダリスト)

- ジョシュ・バーネット (元UFC世界ヘビー級王者)
- ユライア・フェイバー （元WEC世界フェザー級王者）
- フランク・ミア （元UFC世界ヘビー級王座）
- ビトー“シャオリン”ヒベイロ (総合格闘家、元修斗世界ライト級王者)
- ホベルト・サトシ・ソウザ (柔術家)
- ユン・ドンシク (柔道家、総合格闘家)

- 佐藤光留 (総合格闘家)
- 中村大介 (プロレスラー)
- 金原正徳 (総合格闘家)
- 小谷直之（総合格闘家)
- 杉江“アマゾン”大輔 (柔術家)
- 岩﨑正寛（柔術家）

- 五味隆典（元PRIDEライト級王者）
- 佐藤洋一郎（元修斗環太平洋ミドル級王者）
- 帯谷信弘（元DEEPライト級王者）
- 八隅孝平（総合格闘家）
- 星野勇二（元CAGE FORCEフェザー級王者）

- クレイ・グイダ
- ヘクター・ロンバード
- ショーン・オマリー (現UFC世界バンタム級チャンピオン)
- アンソニー・ジョンソン
- アンソニー・スミス

- ギルバート・バーンズ
- チャド・メンデス
- マーク・ムニョス
- カブ・スワンソン
- グローバー・テイシェイラ

- ジェームス・クラウス
- J.Z.カルバン（HERO'Sミドル級トーナメント覇者）
- ジェイク・シールズ
- キング・モー
- ギルバート・メレンデス

- レナート・ババル（元Strikeforce世界ライトヘビー級王座）
- フレジソン・パイシャオン
- ゴードン・ライアン
- アレクセイ・オレイニク

女子
- 山本美憂 (総合格闘家)
- KINGレイナ (総合格闘家)
- 長野美香 (元プロレスラー)
- 富松恵美 (総合格闘家)
- 青野ひかる (レスリング、総合格闘家）

- 湯浅麗歌子 (世界柔術選手権4連覇）
- サラ・マクマン　(総合格闘家、アテネ五輪 女子レスリング銀メダリスト)
- 奈部ゆかり (総合格闘家)
- シンシア・カルビーロ

## 大会一覧

### プロ大会
| 大会名                                                           | 開催年月日     | 会場                                              | 開催地             | 優勝チーム            |
| ---------------------------------------------------------------- | -------------- | ------------------------------------------------- | ------------------ | --------------------- |
| ReBOOT～QUINTET.4～                                              | 2023年9月10日  | 横浜アリーナ                                      | 神奈川県横浜市     | THE B-TEAM BULLS      |
| QUINTET FIGHT NIGHT7 in TOKYO                                    | 2021年7月13日  | 後楽園ホール                                      | 東京都文京区       | TEAM WOLF             |
| QUINTET FIGHT NIGHT6 in TOKYO                                    | 2021年3月12日  | EX THEATER ROPPONGI                               | 東京都港区         | Team CARPE DIEM       |
| QUINTET FIGHT NIGHT5 in TOKYO Light Weight Team Championship2020 | 2020年10月27日 | 後楽園ホール                                      | 東京都文京区       | Team TOKORO Plus α2nd |
| QUINTET ULTRA Grappling Team Survival Match                      | 2019年12月12日 | レッドロックカジノ                                | ネバダ州ラスベガス | TEAM UFC              |
| QUINTET FIGHT NIGHT4 in AKITA 秋田ねわざ祭 2019                  | 2019年11月30日 | 秋田市文化会館                                    | 秋田県秋田市       | TEAM CARPE DIEM       |
| QUINTET FIGHT NIGHT3 in TOKYO Female Open Team Championship 2019 | 2019年4月7日   | アリーナ立川立飛                                  | 東京都立川市       | TEAM 10th Plane       |
| QUINTET FIGHT NIGHT2 in TOKYO Japan Open Team Championship 2019  | 2019年2月3日   | アリーナ立川立飛                                  | 東京都立川市       | TEAM CARPE DIEM       |
| QUINTET.3 Grappling Team Survival Match                          | 2018年10月5日  | オーリンズ アリーナ ジ オーリンズ ホテル & カジノ | ネバダ州ラスベガス | TEAM Alpha Male       |
| QUINTET.2 Grappling Team Survival Match                          | 2018年7月16日  | 大田区総合体育館                                  | 東京都大田区       | TEAM 10th Planet      |
| QUINTET FIGHT NIGHT in TOKYO Light Weight Team Championship      | 2018年6月9日   | ディファ有明                                      | 東京都江東区       | TEAM CARPE DIEM       |
| QUINTET.1 Grappling Team Survival Match                          | 2018年4月11日  | 両国国技館                                        | 東京都墨田区       | TEAM CARPE DIEM       |

### アマチュア大会
| 大会名                                                                    | 開催年月日    | 会場                                     | 開催地         | 優勝チーム |
| ------------------------------------------------------------------------- | ------------- | ---------------------------------------- | -------------- | ---------- |
| Amateur QUINTET 2019 All Japan Championship Amateur Grappling Team Sports | 2019年8月25日 | 東京武道館 大武道場                      | 東京都足立区   |            |
| Amateur QUINTET Okinawa 2019                                              | 2019年7月28日 | ANA ARENA 浦添                           | 沖縄県浦添市   |            |
| Amateur QUINTET Hokuriku 2019                                             | 2019年6月2日  | 県営富山武道館                           | 富山県富山市   |            |
| Amateur QUINTET Tokai 2019                                                | 2019年5月5日  | 浜松市武道館                             | 静岡県浜松市   |            |
| Amateur QUINTET Shinetsu 2019                                             | 2019年4月21日 | 妙高市総合体育館                         | 新潟県妙高市   |            |
| Amateur QUINTET Tohoku 2019 Amateur Grappling Team Sports                 | 2019年3月31日 | 仙台市武道館                             | 宮城県仙台市   |            |
| Amateur QUINTET Hokkaido 2019                                             | 2019年3月24日 | 中島体育センター 格技室                  | 北海道札幌市   |            |
| Amateur QUINTET Chugoku 2019 Amateur Grappling Team Sports                | 2019年3月17日 | 岡山武道館 柔道場                        | 岡山県岡山市   | [ 7 ]      |
| Amateur QUINTET Kanto 2019 Amateur Grappling Team Sports                  | 2019年3月3日  | 墨田区総合体育館 武道場                  | 東京都墨田区   | [ 8 ]      |
| Amateur QUINTET Kansai 2019 Amateur Grappling Team Sports                 | 2019年3月2日  | 大阪市立修道館                           | 大阪市中央区   | [ 9 ]      |
| Amateur QUINTET Shikoku 2019 Amateur Grappling Team Sports                | 2019年2月17日 | 徳島県立中央武道館                       | 徳島県徳島市   | [ 10 ]     |
| Amateur QUINTET Chubu 2019 Amateur Grappling Team Sports                  | 2019年2月16日 | 愛知県武道館 第3競技場 柔道場            | 愛知県名古屋市 |            |
| Amateur QUINTET Kyushu 2019 Amateur Grappling Team Sports                 | 2019年2月10日 | かすやドーム 武道場 （粕屋町総合体育館） | 福岡県糟屋郡   | [ 11 ]     |
| Amateur Quintet.1 Amateur Grappling Team Sports                           | 2018年9月23日 | 墨田区総合体育館 武道場                  | 東京都墨田区   | [ 12 ]     |

### 映像資料
1. ↑  抜き試合シミュレーションCG (5対5団体戦「抜き試合」の説明動画). QUINTETのYouTubeチャンネル. 14 February 2018.